# Saint-Germain-Chassenay
Saint-Germain-Chassenay är en kommun i departementet Nièvre i regionen Bourgogne-Franche-Comté i de centrala delarna av Frankrike. Kommunen ligger i kantonen Decize som tillhör arrondissementet Nevers. År 2022 hade Saint-Germain-Chassenay 309 invånare.

## Befolkningsutveckling
Antalet invånare i kommunen Saint-Germain-Chassenay
| Referens: INSEE |